# Oslobođenje

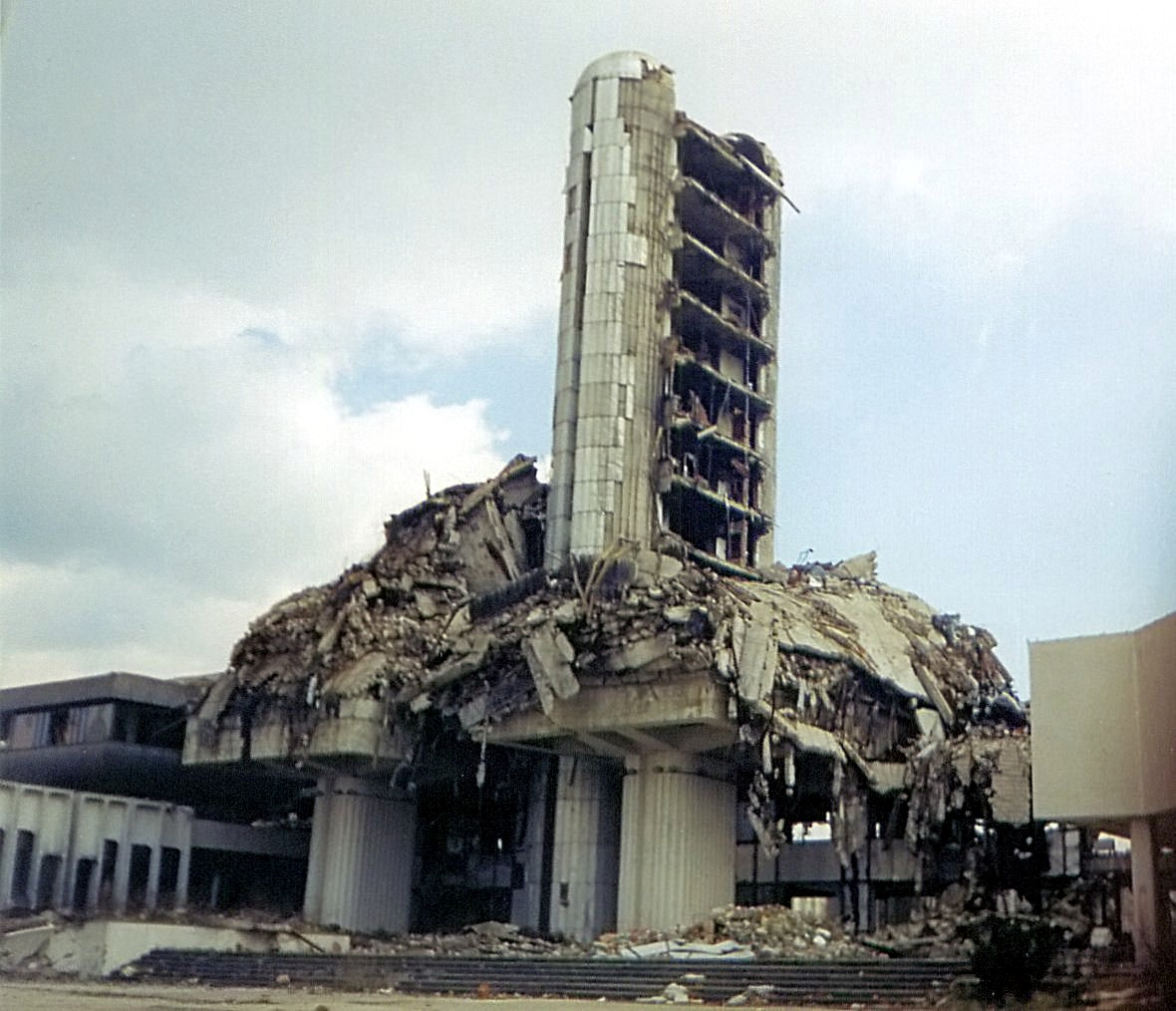
L'ex sede del giornale di Sarajevo Oslobođenje. Per anni dopo l'assedio rimase come memoriale

Oslobođenje (in italiano: Liberazione) è un quotidiano della Bosnia ed Erzegovina, con sede a Sarajevo, fondato il 30 agosto 1943, durante la seconda guerra mondiale, a Donja Trnova vicino Ugljevik, come quotidiano anti nazista, da dei partigiani che lottavano contro l'occupazione tedesca della Jugoslavia.
Durante la guerra di Bosnia e l'assedio di Sarajevo, lo staff dell'Oslobođenje continuò a lavorare da un'improvvisata redazione in un rifugio anti bombardamento, dopo che, il 20 luglio 1992 la sede di 10 piani fu distrutta in quanto considerata un obiettivo di guerra. Una settantina di giornalisti bosniaci musulmani, serbi e croati, continuarono il loro lavoro nonostante le difficoltà della situazione, riuscendo a pubblicare un'edizione del quotidiano ogni giorno. Negli anni si è divulgata la leggenda secondo cui ci fu un giorno in cui il giornale non venne pubblicato, ma è un errore: semplicemente, quel giorno, il quotidiano fu pronto alle 4 del pomeriggio. Alla fine della guerra si contarono tra loro 5 morti e 25 feriti.
Nel 1993, è stato premiato con il Premio Sakharov per la libertà di pensiero. Gli editori dell'Oslobođenje, Kemal Kurspahić e Gordana Knezević, sono stati nominati Editori Internazionali dell'Anno per l'anno 1993 dalla World Press Review per "il loro coraggio, la loro tenacia, e la loro dedizione ai principi del giornalismo."
Nel 2006, l'Oslobođenje entrò nella Borsa dei valori di Sarajevo, dopo essere stato acquistato da due delle maggiori imprese cittadine: la Fabrika duhana Sarajevo (Fabbrica del Tabacco di Sarajevo) e la Sarajevska Pivara (Fabbrica di Birra di Sarajevo).